# Riding with the King
Riding with the King je společné studiové album anglického hudebníka Erica Claptona a amerického hudebníka B. B. King. Vydala jej v červnu roku 2000 hudební vydavatelství Duck Records a Reprise Records. Album produkoval Simon Climie společně s Ericem Claptonem a obsahuje převážně coververze písní jiných autorů, například Johna Hiatta a Isaaca Hayese. V žebříčku Billboard 200 se album umístilo na třetí pozici; v UK Albums Chart nas patnácté. Ve Spojených státech amerických byla nahrávka oceněna platinovou deskou. Album bylo oceněno cenou Grammy.

## Seznam skladeb
| Pořadí | Název                             | Autor                                                          | Délka |
| ------ | --------------------------------- | -------------------------------------------------------------- | ----- |
| 1.     | Riding with the King              | John Hiatt                                                     | 4:23  |
| 2.     | Ten Long Years                    | Jules Taub, B. B. King                                         | 4:40  |
| 3.     | Key to the Highway                | Big Bill Broonzy, Charlie Segar                                | 3:39  |
| 4.     | Marry You                         | Doyle Bramhall II, Susannah Melvoin, Craig Ross, Charlie Segar | 4:59  |
| 5.     | Three O'Clock Blues               | Lowell Fulson, B. B. King, Jules Taub                          | 8:36  |
| 6.     | Help the Poor                     | Charles Singleton                                              | 5:06  |
| 7.     | I Wanna Be                        | Doyle Bramhall II, Charlie Sexton                              | 4:45  |
| 8.     | Worried Life Blues                | Sam Hopkins, Big Maceo Merriweather                            | 4:25  |
| 9.     | Days of Old                       | Jules Taub, B.B. King                                          | 3:00  |
| 10.    | When My Heart Beats Like a Hammer | B. B. King, Jules Taub                                         | 7:09  |
| 11.    | Hold On, I'm Comin'               | Isaac Hayes, David Porter                                      | 6:20  |
| 12.    | Come Rain or Come Shine           | Harold Arlen, Johnny Mercer                                    | 4:11  |

## Obsazení
- B. B. King – zpěv, kytara
- Eric Clapton – zpěv, kytara
- Doyle Bramhall II – kytara, doprovodné vokály
- Andy Fairweather-Low – kytara
- Jimmie Vaughan – kytara
- Joe Sample – klavír
- Tim Carmon – varhany
- Nathan East – baskytara
- Steve Gadd – bicí
- Susannah Melvoin – doprovodné vokály
- Wendy Melvoin – doprovodné vokály
- Paul Waller – programování, aranžmá